# Company (film)
Company è un film del 2002 diretto da Ram Gopal Varma.

## Trama
Il boss Aslam Bhai arruola Chandu e Mallik, i due porteranno all'organizzazione criminale ad una guerra interna. Ben presto diventeranno potenti e temuti dal boss Aslam. Ma il legame tra Chandu e Mallik comincerà a crollare.

## Colonna sonora
1. Asha Bhosle, Sudesh Bhosle, Sapna Awasthi – Khallas – 5:00
2. Altaf Raja – Tumse Kitna – 4:28
3. Babul Supriyo, Sonali Vajpayee – Pyar Pyar Mein – 4:51
4. Sowmya Raoh – Ankhon Mein – 5:13
5. Asha Bhosle, Sudesh Bhosle, Sapna Awasthi – Khallas Remix – 5:11
6. Sandeep Chowta – Gandha Hai – 3:47
7. A Shot of Company – 4:32
8. Malik's Soul – 6:19